# Rádióstúdió

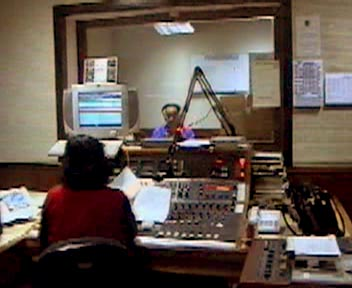
Az Indonéz Rádió egyik stúdiója

A rádióstúdió felépítése hasonló a hangstúdióhoz. Az eltérés mindössze annyi, hogy ez a stúdiófajta rendelkezik az élő adás kritériumainak megfelelő berendezésekkel.
Itt készülnek a rádióban hallható beszélgetések, esetleg a reklámblokkok is.

## Főbb részegységek
- mikrofonok, mobil rögzítők (beszédfelvételre)
- mikrofon processzorok
- bejátszó berendezések (CD, kazetta, MD, PC)
- adáslebonyolító keverők
- adáslebonyolító szoftverek
- kodekek, hybridek (AD/DA, telefon csatlakoztatás)
- adásprocesszorok
- fejhallgatók, headsetek
- telefon hibrid
- monitorok, monitor hangfalak
- szerkesztő szoftverek
- mérőműszerek
- archiváló eszközök (szoftver, hardver)

## Egy rádió stúdió általános felépítése[1]

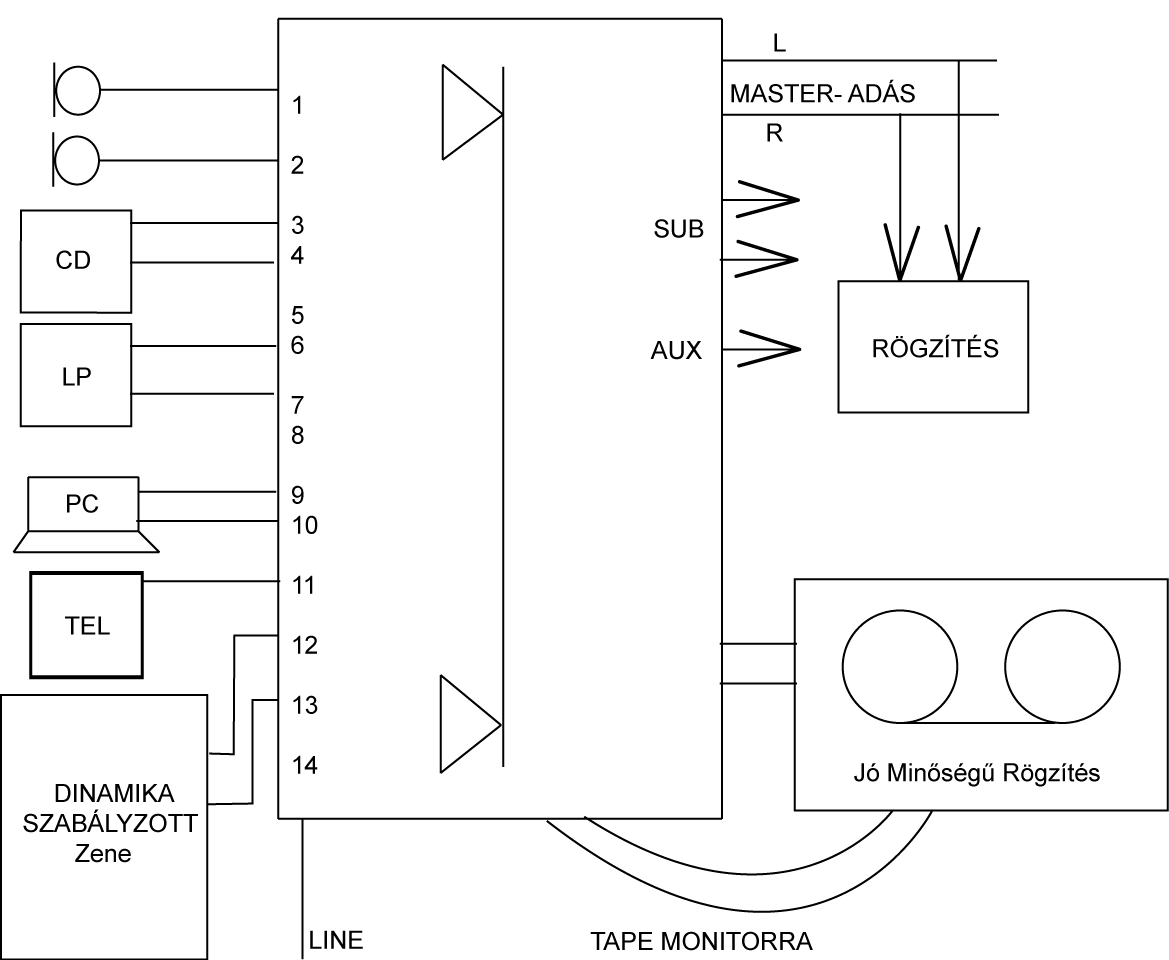
Egy stúdió általános bekötése

Minden rádióstúdió központi eszköze a keverőasztal, melynek a következő feladatokat kell ellátnia:
- Az 1-es 2-es csatornára megy a mikrofon.
- 3-10 a bejátszó egységek.
- 11 a telefonhibrid.
- A jó minőségű rögzítés a stúdió minőséget jelenti.
- A másik rögzítő az állandó rögzítés miatt szükséges nem jó minőségű NMHH (Nemzeti Média-és Hírközlési Hatóság)- nak ezt kell elküldeni ha kéri.

Rendszertechnikai szempontok egy rádióstúdióban:
- Érdemes Szétválasztani a beszéd és a zenei részeket.
- Fix bekötés nem minden esetben ajánlott, probléma az átkonfigurálás.
- Lehetnek fix egységek ha tudjuk hogy nem lesz szükség több eszközre, ekkor az alkalmazás is könnyebb.
- A zene és a főkimenet mindig legyen dinamikájában szabályzott.
- Voice-Over-Limiter használata javasolt.

## Voice-Over-Limiter[1]

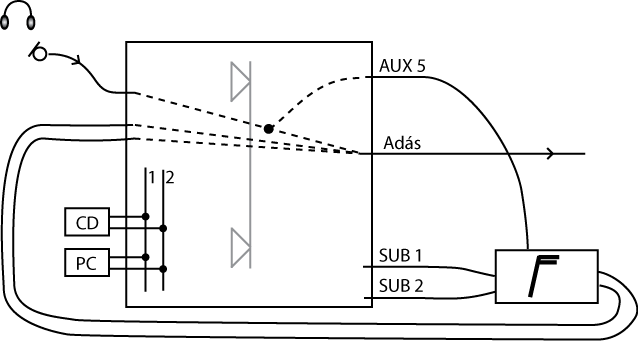
Talk-over kapcsolás

Magyarul beszéd-hang dinamika határoló. Lényege hogy a már összekevert zenei hangokat állandó hangerő értéken tartsa mindaddig, amíg a műsorvezető meg nem szólal. Amint megszólal (Ez a vezérlő jel), a limiter lehalkítja a zenét az előre beállított dB értékkel és sebességgel (attack). Ha a műsorvezető abbahagyta a beszédet, akkor beállított idő múlva (relase) visszahangosodik a zene. Haszna hogy mindig folyamatos a jel a rádióban, nincs csend. Az adás közbeni csendnél nincs kellemetlenebb…
Minden manapság kapható compressor/limiter alkalmazható voice-over-limiterként. Az egyetlen kitétel hogy legyen rajta Sidechain bemenet, ami a vezérlőjelet fogadja.

## Telefonhibrid[1]

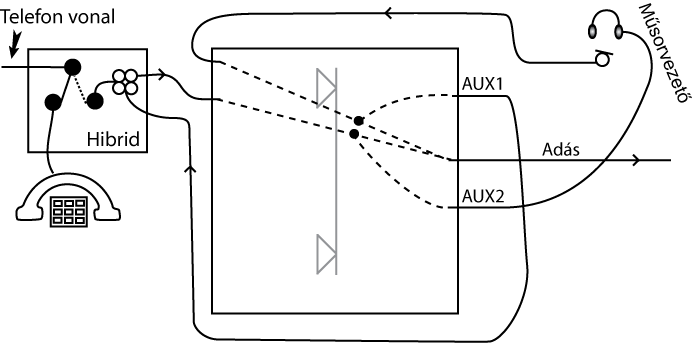
Telefonhibrid beiktatása

A telefon hibrid lényege, hogy betelefonálót adásba lehessen kapcsolni, azaz a telefon készüléket illeszteni lehessen a keverő egy be és egy kimenetéhez. 
Adásba kapcsolás előtt, a diszpécserhez érkezik be a hívás. Itt addig várakoztatják (Jobb helyeken visszahívják) a hallgatót, amíg az adásmenet odáig nem jut hogy be lehessen kapcsolni. A megfelelő pillanatban a diszpécser átkapcsolja a hívást a stúdióba, és innentől foglalkozhat az esetleges többi várakozó vonalakkal.
A kapcsolás lényege hogy a telefonáló hallja, amit a műsorvezető mond, de magát ne hallja vissza. Ugyan ez igaz a műsorvezetőre, akinek a fülhallgatójába be kell keverni a betelefonálót. Az adásba ugyanekkor mindkét forrásnak ki kell jutnia.